# Урочище Чебені
Урочище Чебені (також Szczebenie, Czebenie) — природна зона, розташована на заплаві річки Стир поблизу міста Рожище Волинської області. Це популярне місце відпочинку, що має значну історичну спадщину.

## Історія
Колонія Чебені існувала щонайменше з початку XIX століття. Вона належала Бальтазару Коморовському, власнику Рожищ та Топільного. Спочатку в поселенні проживали польські родини, а до Першої світової війни тут також мешкало кілька німецьких сімей євангельського віросповідання.  

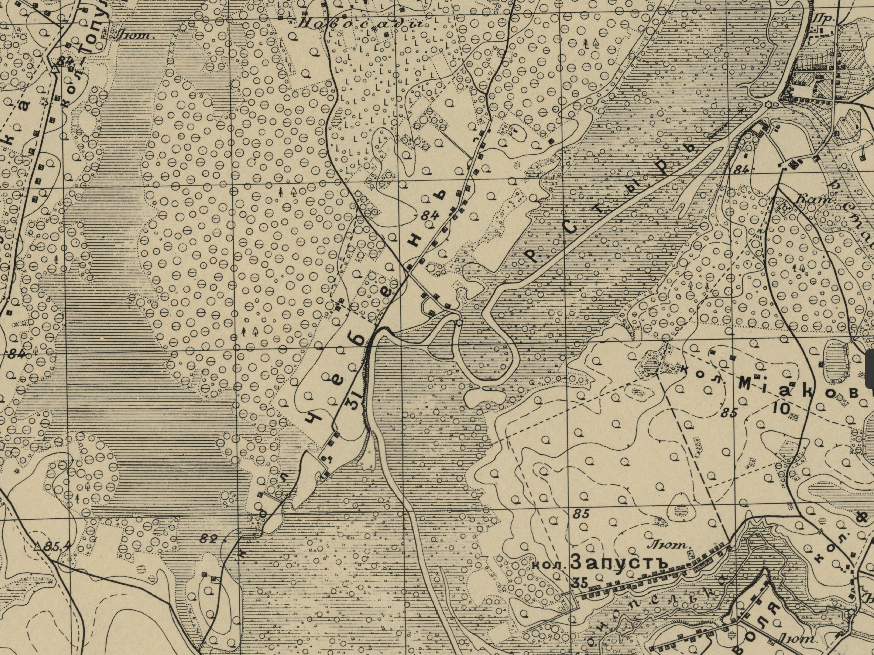
Карта ГШ РККА 1887 року на якій позначений населений пункт Чебені

Згідно зі «Словником географічним Королівства Польського та інших країн слов’янських» (1880), Чебені описані як:  
«Колонія і хутір, повіт Луцький, гміна Рожище, за 26 верст від Луцька. Колонія має 18 будинків, 107 мешканців, хутір – 3 будинки, 55 мешканців» .  

### Перша світова війна
Під час Першої світової війни по річці Стир довгий час проходила лінія фронту. У вересні 1915 року в Чебенях розміщувалася Група оперативна Польських Легіонів під командуванням Юзефа Пілсудського. У боях брали участь:  
- 4-й полк піхоти Польських Легіонів (Czwartacy) під командуванням полковника Болеслава Рої,
- 5-й полк піхоти Польських Легіонів (Zuchowaci) під командуванням капітана Леона Бербецького.

Юзефа Пілсудського в Чебенях відвідував Владислав Сікорський. Запеклі бої тривали також у 1920 році під час війни Польщі з Радянською Росією..  

### Міжвоєнний період

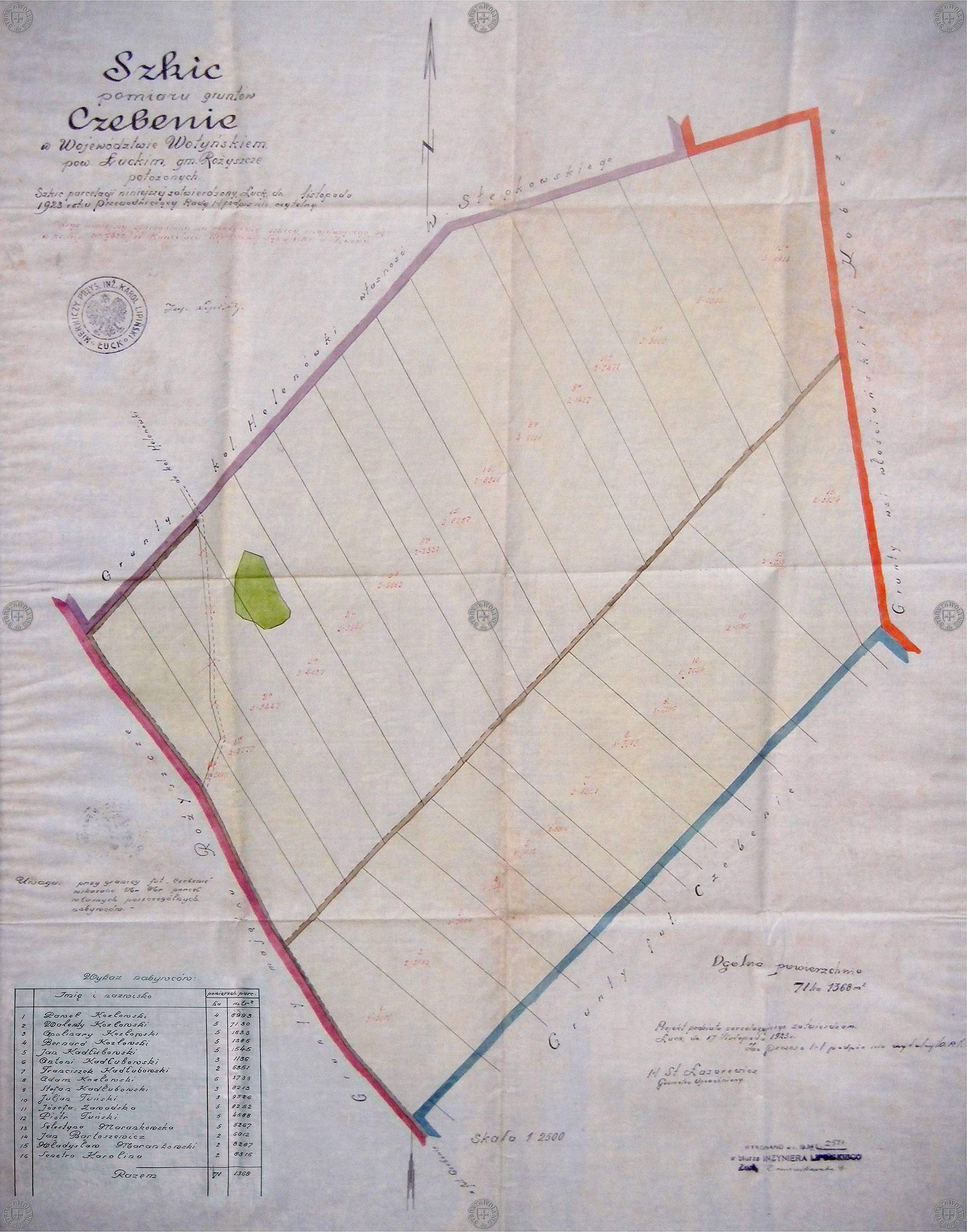
Схематичний план земель села Чебені (Волинське воєводство) з міжвоєнного періоду. Надіслано Генриком Козловським, онуком Аполінарія 1923 рік.

У міжвоєнні роки Чебені були польською колонією. На південь від села утворилася нова колонія Czebenie Nowe, що межувала з польсько-українським селом Топільне. На півночі розташовувалося українське село Кобче, а на заході – польське село Słobodarka, що в 1943 році стало важливим центром польської самооборони.  
У Чебенях діяла школа, а на богослужіння жителі переправлялися через Стир до костелу в селі Вишеньки або відвідували костели в Соколі та Рожищах..  

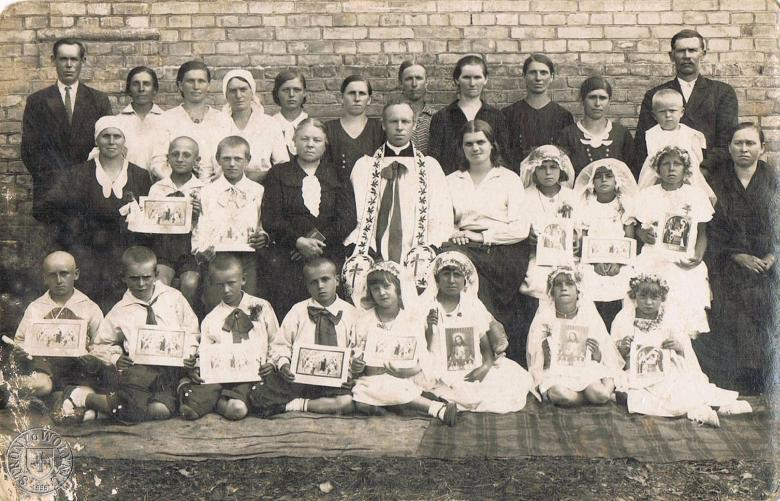
Перше причастя дітей із Чебень і Гаю. Рік приблизно 1934–1935..

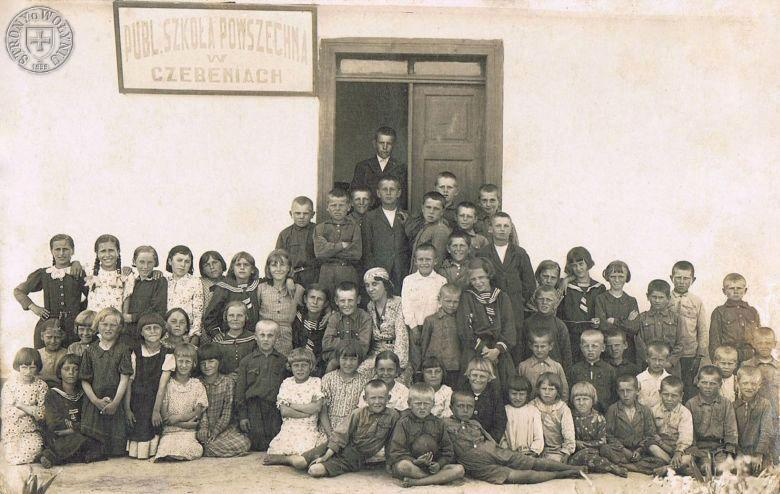
Публічна загальна школа в Чебенях..

### Друга світова війна
Друга світова війна принесла нові труднощі для жителів Чебенів. У Рожищах був розташований німецько-угорський гарнізон, однак для захисту з весни 1943 року в Чебенях діяла польська самооборона в складі Округу АК "Коло" Рожище, Округу АК"Лука" Ківерці. В рамках цього підрозділу було організовано 30 таких осередків у польських селах у радіусі 10 км від Рожищ. Командиром самооборони в Чебенях був Гасіор, а солдатами — Регула, Козловський та Машковський. У околицях Чебенів через Стир переправлялися партизанські загони АК і радянські.
У період найбільшої загрози частина родин сховалася в Рожищах. Самооборона "Коло" протрималася до кінця війни, а в березні 1944 року була розформована після входу радянських військ. Після переходу фронту в Чебенях сталися значні руйнування. У травні 1944 року польські сапери з 1-ї дивізії Тадеуша Костюшка допомогли відновлювати будинки колонії..

### Репатріація та подальша історія
У межах репатріаційної акції 1945 року багато мешканців Чебенів переселилися на Опольщину, зокрема в село Карловице. Після жнив кілька родин перемістилися до села Скарбімеж (тоді Германовице) під Брегеном, де земля була більш родючою.
Село Чебені сьогодні не існує. На місці Нових Чебенів утворено водосховище під назвою Чебені, це рекреаційна зона для містечка Рожище.
.

### Дерев'яний міст через Стир

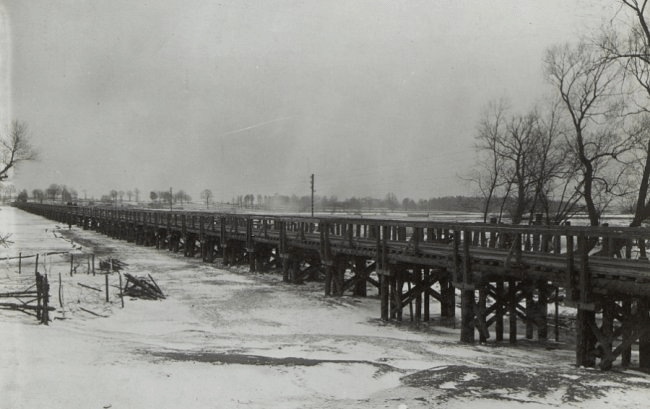
Міст був зведений поблизу колонії Чебені та був побудований австрійськими солдатами через річку Стир на Волині в 1914-1918 роках.

На початку XX століття через річку Стир у Чебенях існував дерев'яний міст, що з’єднував поселення по обидва боки річки. Він використовувався місцевими жителями для зв'язку з іншими населеними пунктами. Архівне фото мосту, зроблене понад 100 років тому, було опубліковане у місцевих ЗМІ. 

## Географія та природа
Чебені розташовані неподалік села Топільне Луцького району. Доїзд до урочища здебільшого комфортний, лише останні кілька кілометрів проходять по ґрунтово-піщаній дорозі. Середня глибина водойми становить 3-4 метри, максимальна — до 7 метрів .

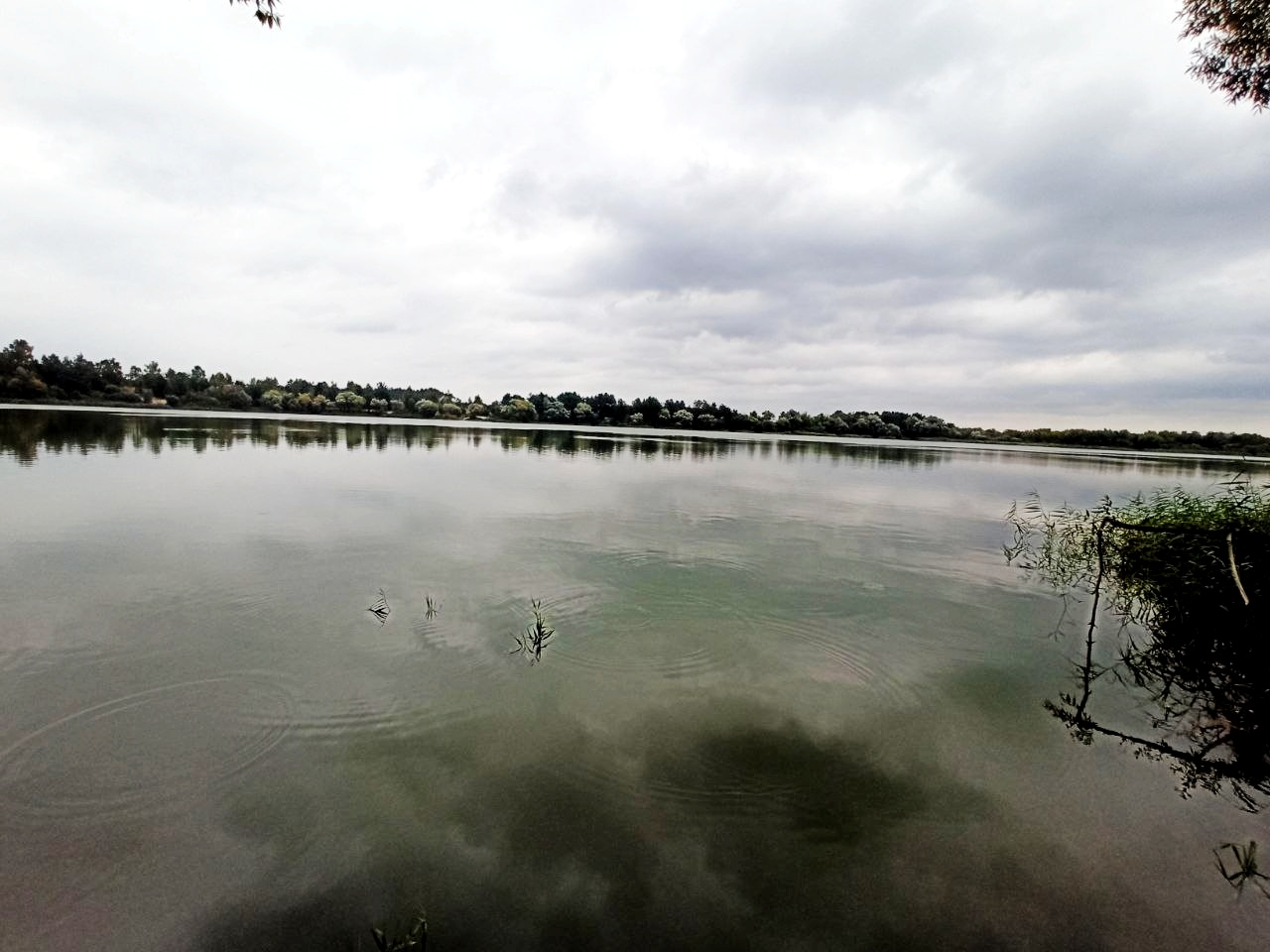
Вигляд на водойму в Урочищі Чебені.

## Рекреаційне значення
У літній період урочище Чебені стає осередком відпочинку. Відпочивальники приїжджають сюди на власному транспорті, встановлюють намети серед дерев та насолоджуються природою.

## Екологічні виклики
Через велику кількість відпочивальників у Чебенях регулярно накопичується сміття. Місцеві активісти організовують толоки, зокрема, у вересні 2021 року було зібрано майже п'ять кубометрів відходів.  
Також проводяться дослідження якості води. У серпні 2021 року було зафіксовано перевищення норми кишкової палички, через що купання не рекомендували.

## Заклик до відповідального відпочинку
Чебені — мальовничий природний об'єкт, що потребує збереження. Відпочивальників закликають підтримувати чистоту та дотримуватися правил поведінки на природі.

## Галерея

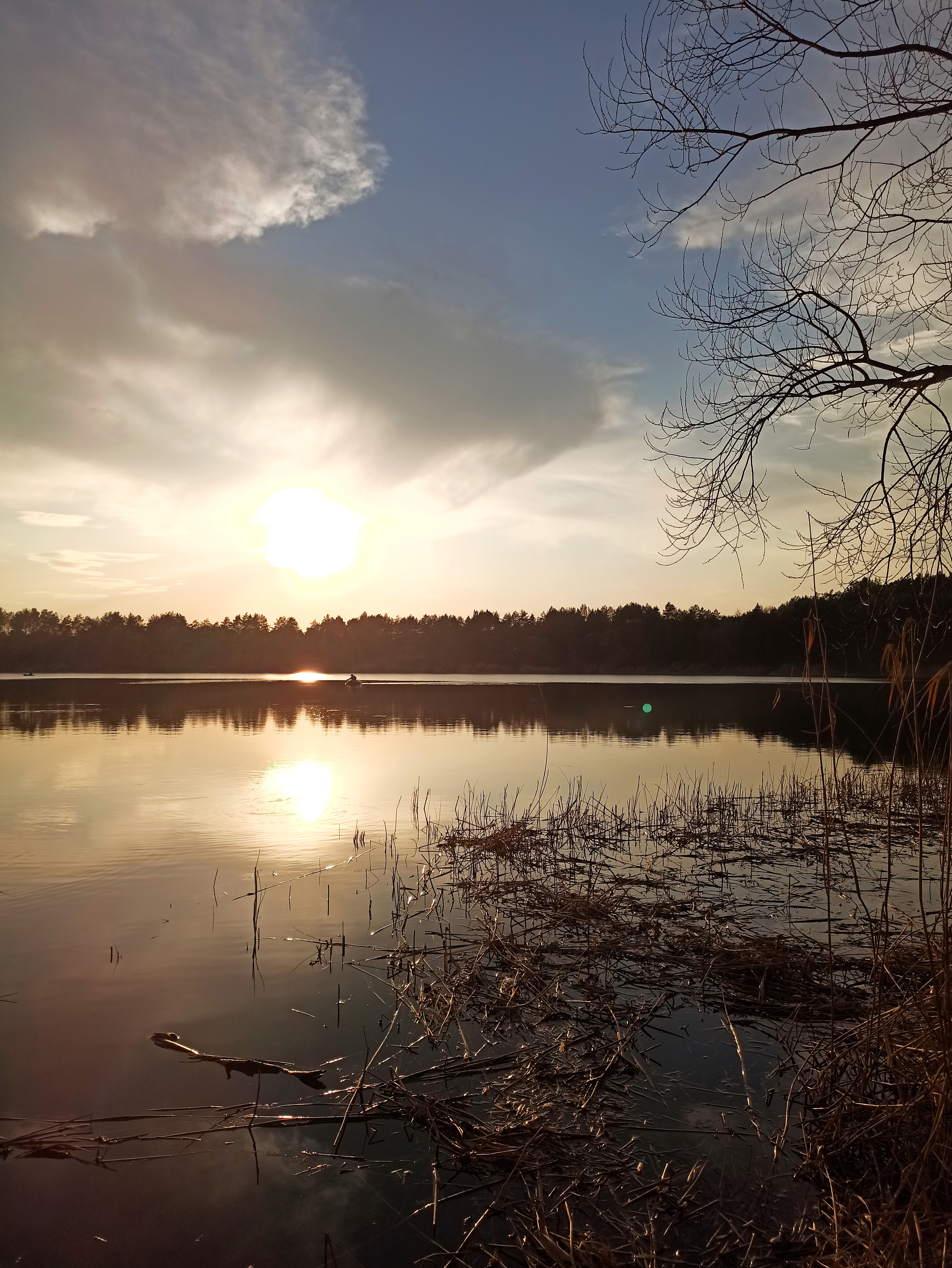
Захід сонця над водоймою з Північної сторони
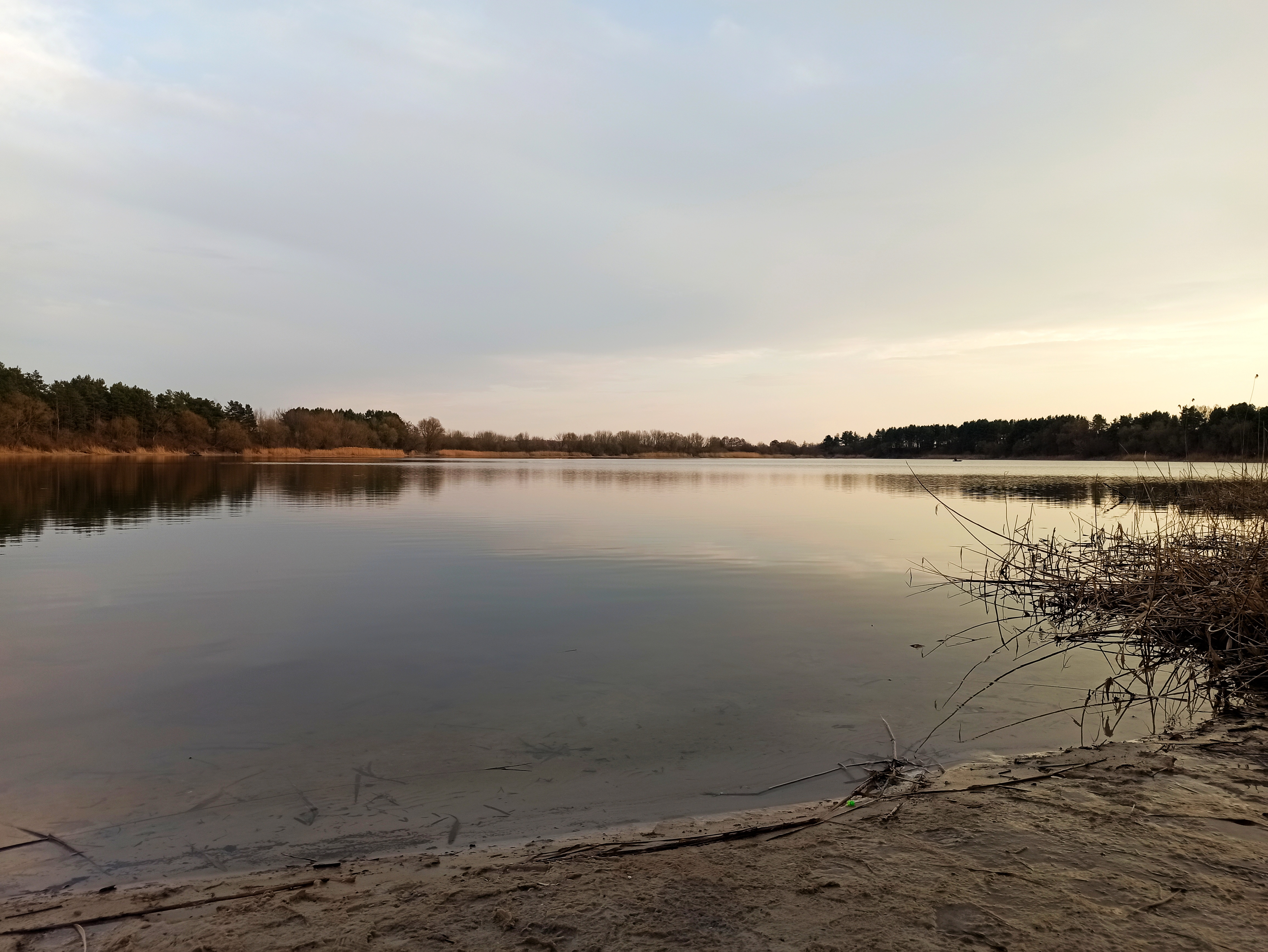
Вигляд на водойму з Південного під'їзду до озера
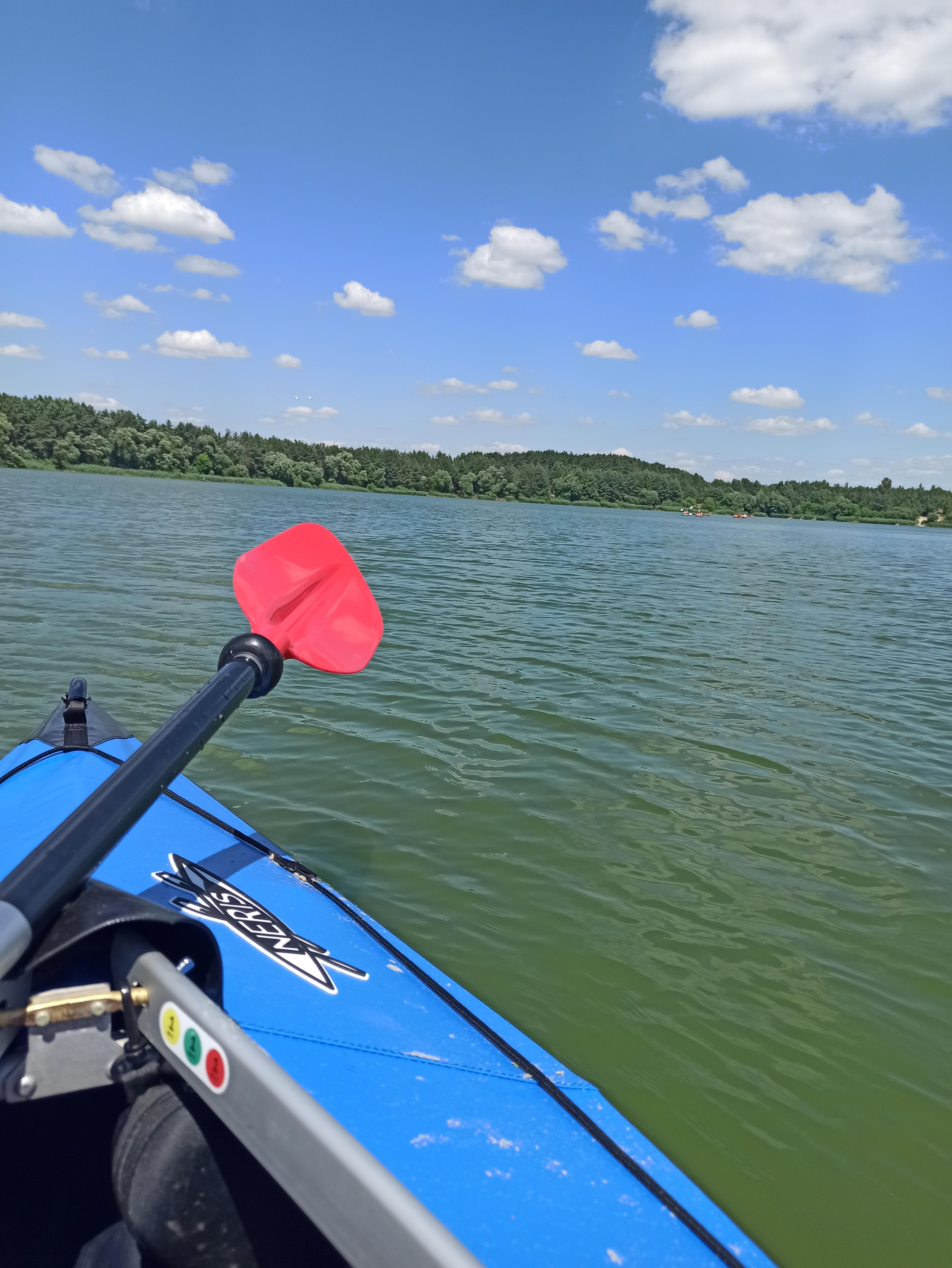
Вид на Урочище Чебені з каяку 2022 рік
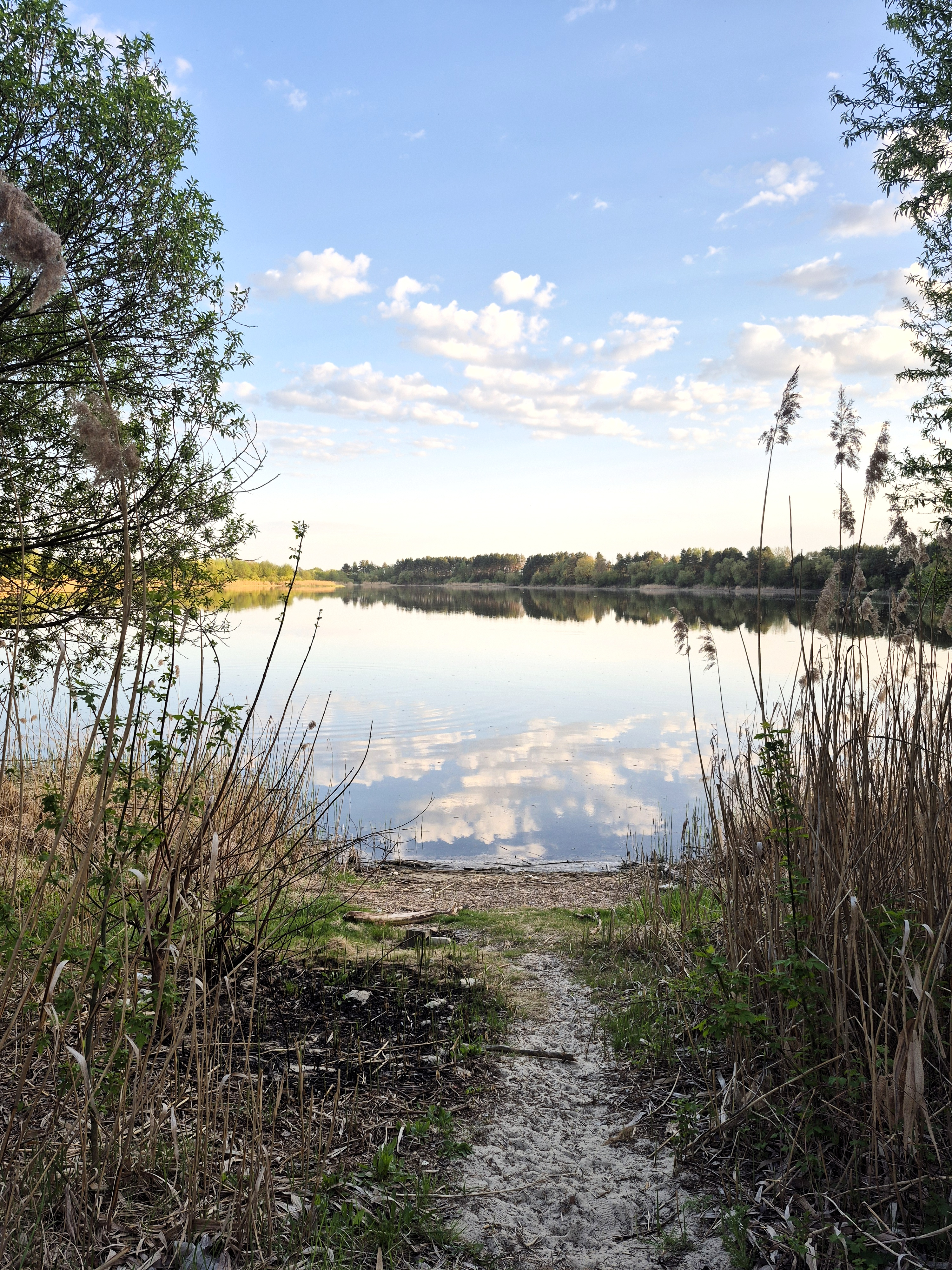
вигляд на озеро з північної сторони весною 2025 року
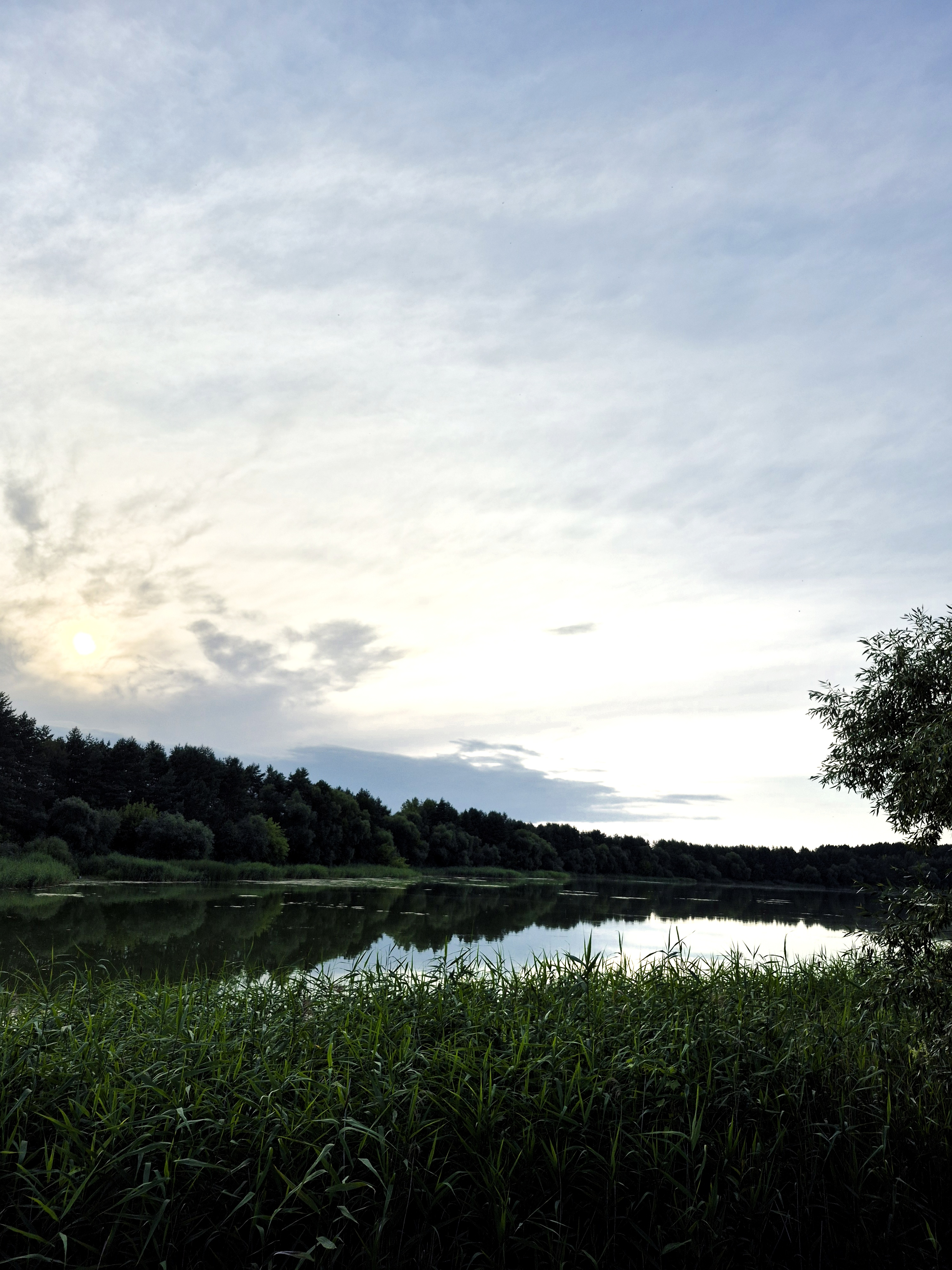
вид на водойму літом 2025 з південно-східної сторони